# Picauville (Picauville)
Picauville [pikovil] ist eine Ortschaft und eine ehemalige französische Gemeinde mit 1.907 Einwohnern (Stand: 1. Januar 2019) im Département Manche in der Region Normandie. Sie gehörte zum Arrondissement Cherbourg und zum Kanton Carentan.
Mit Wirkung vom 1. Januar 2016 wurden die ehemaligen Gemeinden Picauville, Amfreville, Cretteville, Gourbesville, Houtteville und Vindefontaine zur namensgleichen Commune nouvelle Picauville zusammengeschlossen. Der Verwaltungssitz befindet sich im Ort Picauville.
Am 1. Januar 2017 trat noch die früher eigenständige Gemeinde Les Moitiers-en-Bauptois hinzu. Alle ehemaligen Gemeinden haben in der neuen Gemeinde den Status einer Commune déléguée.

## Geografie
Picauville liegt auf der Halbinsel Cotentin. Die Umgebung von Picauville wird landwirtschaftlich genutzt.

## Toponymie
Picauville leitet sich aus der französischen Endung -ville und aus dem Namen Picaud ab. Höchstwahrscheinlich ist der Name Picaud germanischen Ursprungs (der germanische Name wäre Picheldis).

## Sehenswürdigkeiten
- Kirche Saint-Candide aus dem 13. bis 17. Jahrhundert
- Kapelle Bon sauveur im Nachbarort Pont-l’Abbé